# Теудур Брихейниог
Теудур Брихейниог (Теудр ап Грифид; валл. Tewdwr Brycheiniog; Tewdwr ap Gruffudd; ок. 900 — после 934) — король Брихейниога во второй четверти X века.

## Биография
Согласно Питеру Бартруму, Теудур Брихейниог был предком последующих королей Брихейниога, через своего сына Гуилога, однако сам Теудур был сыном Нейведа, сына Нейведа, сына Райна. Скорее всего тут нужно иметь в виду Науфеда Старого сына Райна, который возможно правил частью Брихейниога.
Или же Теудур Брихейниог не имеет отношения действительно к Теудуру, сыну и наследнику Грифида и спутан с ним, а был внуком Науфеда Старого, правившего кантревом Селив и Талгартом. Хью Томас называет этого Теудура правителем Брекнока из Крукаса, и что у него был сын Дивнуал.
Как сын Грифри, Теудур мог родиться около 900 года.
Возможно это он упоминается в Книге Лландафа в качестве короля Брихейниога во времена епископа Ллибио, то есть между 927 и 929 годами.
Считается, что это его подпись стоит на хартии короля Этельстана от 934 года, что означает его положение вассала. Скорее всего при нём Брихейниог начал попадать в зависимость от Дейхейбарта, так как Хивел Дехейбартский стал королем почти всего Уэльса, за исключением Гливисинга и Гвента на юге.
Точная дата смерти Теудура неизвестна. На престоле Брихейниога ему наследовал его сын Гуилог.